# Lars Lundwall

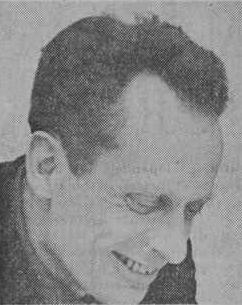
Lars Lundwall

Lars Lundwall, född 19 maj 1920 i Göteborgs Vasa församling, död 17 mars 2010 i Täby församling i Stockholms län, var en svensk arkitekt.
Lundwall, som var son till direktör Percy Lundwall och Karin Philip, utexaminerades från Chalmers tekniska högskola 1945. Han anställdes hos professor Gunnar Hoving 1946, hos Thomas Lyon White i USA 1947, tjänstgjorde på Göteborgs stads stadsplanekontor 1951–1955, på AB Vattenbyggnadsbyråns kontor i Göteborg 1947–1951 och från 1955. Han var även konsulterande arkitekt vid Chalmers tekniska högskola (övningsassistent i stadsbyggnad).